# Shadows of Forgotten Ancestors
Shadows of Forgotten Ancestors, noto anche come Tini zabutych predkiv (in ucraino Тіні забутих предків?), è un singolo della rapper e cantante ucraina Alina Paš, pubblicato il 4 febbraio 2022 su etichetta discografica Bitanga Blood.

## Descrizione
Il 24 gennaio 2022 è stata annunciata la partecipazione di Alina Paš con l'inedito Shadows of Forgotten Ancestors all'annuale selezione ucraina per l'Eurovision Song Contest. Il testo del brano, scritto in lingua ucraina con una strofa in inglese, narra la storia del paese e contiene un messaggio di speranza di pace per il futuro. Nella selezione ucraina, che si è svolta il successivo 12 febbraio, Alina Paš è risultata la preferita dalla giuria e la seconda più votata dal pubblico, ottenendo abbastanza punti per vincere la competizione e diventare di diritto la rappresentante eurovisiva nazionale all'Eurovision Song Contest 2022 a Torino. Tuttavia, quattro giorni dopo, in seguito a una controversia riguardante un suo viaggio nel territorio conteso della Crimea nel 2015, illegale per la legge ucraina in quanto è entrata dal confine con la Russia, la cantante si è ritirata dalla competizione.

## Tracce
Testi e musiche di Alina Paš e Taras Bazeev.
1. Shadows of Forgotten Ancestors – 2:53